# Teofil Nordmark
Axel Teofil Nordmark, född 19 juli 1891 i Överkalix församling, Norrbottens län, död 7 februari 1970 i Uppsala domkyrkoförsamling, var en svensk läkare.
Nordmark, som var son till kyrkoherde Anton Nordmark och Jenny Björlingson, blev efter studentexamen i Luleå 1910 medicine kandidat 1915 och medicine licentiat 1924 i Uppsala. Han var biträdande läkare vid Ronneby brunn 1917–1918, innehade diverse provinsial- och extra läkarförordnanden 1920–1922, var amanuens vid Akademiska sjukhusets ögonklinik 1922–1923, t.f. överläkare där tre månader, assistentläkare och amanuens vid dess medicinska klinik samt amanuens vid dess medicinska och pediatriska poliklinik 1924, vid dess bröstklinik 1925–1926 (t.f. överläkare tre månader) samt åter vid medicinska kliniken 1926–1931. Han var t.f. underläkare vid Örebro lasaretts medicinska avdelning 1924, läkare vid Uppsala läns sanatorium vid Vattholma 1925–1926, biträdande lärare i fysikalisk diagnostik vid Uppsala universitet samma tid, överläkare vid Sätra brunn 1927–1930 och vid Medevi brunn 1931–1937. Han var biträdande lärare i medicin vid Uppsala universitet samt föreståndare för medicinska polikliniken i Uppsala 1931–1933, t.f. lasarettsläkare vid Kristianstads lasaretts medicinska avdelning 1933–1937 och lasarettsläkare vid medicinska avdelningen på länslasarettet i Karlshamn 1937–1957 (tillika lasarettets styresman från 1940).